# Джебраилов, Эмин Хафиз оглы
Эмин Хафиз оглы Джебраилов (азерб. Emin Hafiz oğlu Cəbrayılov; род. 17 января 1978) — азербайджанский прыгун в воду, участник летних Олимпийских игр 1996 года в Атланте и Олимпийских игр 2000 года в Сиднее, единственный в истории представитель Азербайджана в этом виде спорта на Олимпийских играх.

## Биография
Эмин Хафиз оглы Джебраилов родился 17 января 1978 года.
В 1996 году на дебютных для Азербайджана Олимпийских играх в Атланте выступал на соревнованиях по прыжкам в воду. На этих Играх Джебраилов набрал 294.93 очков в предварительном прыжке с 10-метровой платформы и занял 27-е место, не пробившись в полуфинал.
В 1999 году Эмин Джебраилов принял участие на Кубке мира в столице Новой Зеландии городе Веллингтон, где с 247.77 очками занял 21-е место.
На вторых для себя и своей страны Олимпийских играх 2000 года в Сиднее Джебраилов набрал 334.74 очков в предварительном прыжке с 10-метровой платформы и занял 26-е место, завершив турнир.